# Maciej Jakubowski (wiceminister)
Maciej Jan Jakubowski (ur. 1976) – polski ekonomista, socjolog, analityk i urzędnik państwowy, doktor nauk ekonomicznych. w latach 2012–2014 podsekretarz stanu w Ministerstwie Edukacji Narodowej.

## Życiorys
Przez rok studiował matematykę, następnie przeniósł się na socjologię, którą ukończył w 2001. Studiował na Uniwersytecie Warszawskim, University of Pittsburgh w Stanach Zjednoczonych i na Uniwersytecie Ludwika i Maksymiliana w Monachium. Był stypendystą Fundacji na rzecz Nauki Polskiej, w Robert Schuman Centre for Advanced Studies i European University Institute we Florencji. W 2006 obronił na Wydziale Nauk Ekonomicznych Uniwersytetu Warszawskiego pracę doktorską pt. „Efektywność instytucji zarządzających lokalnymi dobrami publicznymi na przykładzie inicjatywy Mała Szkoła”. Został następnie adiunktem w Katedrze Ekonomii Politycznej na WNE UW. Autor i współautor książek oraz raportów i analiz ekonomicznych powiązanych z wpływem zmian polityki edukacji na uczniów.
Od 2005 pracował w zespole badawczym w Centralnej Komisji Egzaminacyjnej, który badał edukacyjną wartość dodaną; opracował własną metodę badania takiej wartości dla gimnazjów. Od 2008 był analitykiem w zespole zarządzającym badaniem Programu Międzynarodowej Oceny Umiejętności Uczniów przy OECD. Uczestnik i kierownik projektów związanych z edukacją i rynkiem pracy na zlecenie samorządu, instytucji rządowych i międzynarodowych, m.in. Banku Światowego, Global Development Network i Programu Narodów Zjednoczonych ds. Rozwoju. Jako konsultant był związany z Bankiem Światowym i Programem Narodów Zjednoczonych ds. Rozwoju.
25 kwietnia 2012 powołany na stanowisko podsekretarza stanu w Ministerstwie Edukacji Narodowej, odpowiedzialnego za strategię i finansowanie. Odwołany z funkcji 13 stycznia 2014. Później pracował jako doradca ds. oceny edukacji publicznej oraz jako założyciel i dyrektor instytucji badającej rynek. 9 stycznia 2024 minister edukacji narodowej powołała go na stanowisko dyrektora Instytutu Badań Edukacyjnych.